# الدوري البيروي لكرة القدم 2003
الدوري البيروفي لكرة القدم 2003 (بالإسبانية: Campeonato Descentralizado 2003)‏ هو الموسم 75 من الدوري البيروفي لكرة القدم. كان عدد الأندية المشاركة فيه 12، وفاز فيه أليانزا ليما.